# William Kaelin Jr.
William "Bill" G. Kaelin Jr. (Nueva York, 1957) es un profesor de medicina de la Universidad de Harvard y del Dana–Farber Cancer Institute. Su laboratorio estudió las proteínas supresoras de tumores.
Recibió en 2016 el Premio Lasker por Estudios Médicos Básicos. Además ganó, ese mismo año, el premio ASCO Ciencia de la Oncología y el Premio Princesa Takamatsu AACR.
En 2019, fue galardonado con el Premio Nobel en Fisiología o Medicina, junto con Peter J. Ratcliffe y Gregg L. Semenza.

## Primeros años y educación
Kaelin se graduó en Matemáticas y Química en la Universidad Duke, donde permaneció para obtener el doctorado MD ("Doctor en Medicina") en 1982. Realizó su residencia en medicina interna en la Universidad Johns Hopkins y estudió oncología gracias a una beca en el Instituto de Cáncer Dana–Farber. Luego de considerar, como estudiante, que la investigación no era su fortaleza, en ese mismo instituto realizó una investigación en el laboratorio de David Livingston, donde logró éxito en el estudio de la retinoblastoma. En 1992, llevó a cabo su propio laboratorio DFCI donde estudió las formas hereditarias del cáncer,  como el síndrome de von Hippel-Lindau. Se convirtió en profesor en la Escuela de Medicina Harvard en 2002.

## Carrera
Se convirtió en director asistente de ciencias básicas en el Centro de Cáncer Dana–Farber/Harvard en 2008. Sus investigaciones en el Centro Dana–Farber se centraron en la comprensión del rol de las mutaciones en los genes supresores de tumores en el desarrollo del cáncer. Sus mayores trabajos han sido sobre retinoblastoma, von Hippel–Lindau, y del gen supresor de tumor p53 .
Sus trabajos han sido financiados por la National Institutes of Health, American Cancer Society, Doris Duke Charitable Foundation y otras.
Es miembro de la junta de directores de Eli Lilly y del comité del asesoría científica del Stand Up to Cancer.

## Vida privada
Estuvo casado con Carolyn Kaelin (Carolyn Scerbo, de soltera), cirujana de cáncer de mama entre 1988 y su muerte por cáncer en 2015. Tuvieron dos hijos.

## Premios
- NIH Physician-Scientist Award (1990)[3]
- James S. McDonnell Scholar Award (1993)
- Paul Marks Prize, Memorial Sloan Kettering Cancer Center (2001)
- Richard and Hinda Rosenthal Foundation Award, AACR (2006)
- Doris Duke Distinguished Clinical Investigator Award (2006)
- Duke University School of Medicine Distinguished Alumni Award (2007)
- Elegido miembro del Institute of Medicine (2007)
- AICR Colin Thomson Medal (2008)
- Canada Gairdner International Award (2010)[10]
- Elected member of the National Academy of Sciences (2010)
- Alfred Knudson Award in Cancer Genetics, NCI (2011)
- Stanley J. Korsmeyer Award (2012)
- The Scientific Grand Prize of the Lefoulon-Delalande Foundation (2012)[11]
- Wiley Prize in Biomedical Sciences (2014)
- Elegido miembro de la AACR Academy (2014)
- Steven C. Beering Award (2014)[12]
- Science of Oncology Award, ASCO (2016)
- Princess Takamatsu Award, AACR (2016)
- Albert Lasker Award for Basic Medical Research (2016)
- Massry Prize (2018)[13]
- Premio Nobel en Fisiología o Medicina (2019)[4]